# Збірна Німеччини з футболу
Збірна Німеччини з футболу (нім. Deutsche Fußballnationalmannschaft) — національна збірна команда, що представляє Німеччину на міжнародних змаганнях з футболу. Підпорядковується Німецькому футбольному союзу.
Є правонаступницею футбольної збірної Західної Німеччини (1950—1990), до сукупної статистики сучасної збірної Німеччини також зараховують результати Збірної Німецької Демократичної Республіки (1952—1990) та збірної Саару (1950—1956).
Одна з найбільш титулованих чоловічих збірних світового футболу, чотириразовий чемпіон світу (1954, 1974, 1990 та 2014), триразовий чемпіон Європи (1972, 1980 та 1996), володар Кубка конфедерацій (2017). До титулів збірної Німеччини також зараховується титул олімпійських чемпіонів, завойований збірною НДР на Олімпійських іграх 1976 року.
Станом на 28 листопада 2024 посідає 10-e місце у рейтингу футбольних збірних світу.

## Історія

### Ранні роки
Перед формуванням офіційної національної команди відбулось 5 неофіційних міжнародних поєдинків за участю команд, які представляли Німеччину, всі ці поєдинки німці програли англійським футболістам. Через вісім років після формування футбольного союзу Німеччини (DFB), свій перший офіційний поєдинок зіграла команда Німеччини. Він відбувся 5 квітня1908 року у Базелі з командою Швейцарії і завершився перемогою господарів 5:3.

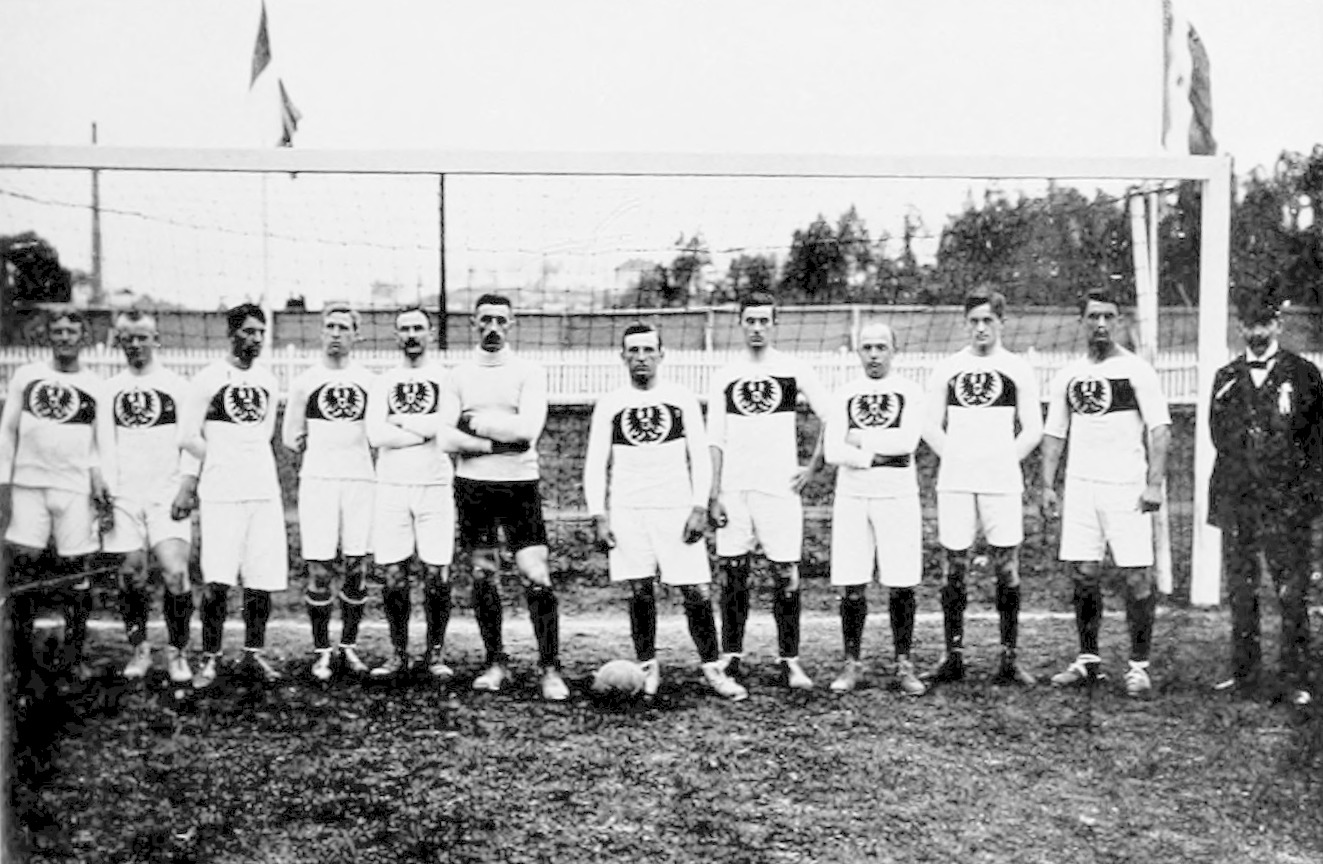
Збірна Німеччини перед грою проти команди Росії, який німці виграли з найбільшим рахунком у своїй історії, 1912 рік

Що цікаво, свої перші матчі після Першої світової війни у 1920, після Другої світової війни у 1950, і перший поєдинок об'єднаної Німеччини у 1990 команда теж зіграла з Швейцарією. Свій перший титул чемпіонів світу німці здобули також в Швейцарії. Перший тренер в команди з'явився у 1926 році. Ним став Отто Нерц - шкільний вчитель з Мангейму, який пробув на посаді до 1936 року. Німеччина не брала участі у першому ЧС 1930 року в Уругваї, проте вже на наступній світовій першості команда Німеччини зайняла третє місце. Після невдалих результатів на домашній Олімпіаді 1936 тренером команди став Зепп Хербергер. У 1937 його команду охрестили "Бреславські ельфи" на честь перемоги над збірною Данії 8:0 у місті Бреслау, Нижня Сілезія (зараз Вроцлав, Польща).
Після того, як Австрія, внаслідок Аншлюсу у березні 1938, стала частиною Німеччини, її збірна, яка вже до речі кваліфікувалася на ЧС 1938, перестала існувати, а декілька її гравців були делеговані у загальнонімецьку команду. У 1938 році така об'єднана команда продемонструвала найгірший в історії німецького футболу результат на чемпіонатах світу - одна нічия та поразка (1:1 та 2:4 проти Швейцарії). Впродовж 1939 -1942 років команда зіграла понад 30 міжнародних матчів, після листопада 1942 року команда перестала проводити ігри, оскільки більшість її гравців приєдналися до збройних сил. Завдяки симпатіям офіцерів, які хотіли убезпечити футболістів від небезпечної служби, гравці збірної разом з тренером були зараховані до військово-повітряних сил.

### Три німецькі команди
Після війни Німеччина була відлучена від більшості спортивних змагань до 1950 року. Таким чином, жодна з новостворених трьох німецьких держав - ФРН, НДР і Саар, не брала участі у ЧС 1950. DFB лише після цього ЧС відновила свою участь у ФІФА.

#### ФРН
Більшість довоєнних традицій і організованості збереглися у ФРН, саме цю частину Німеччини і почала представляти DFB, офіс якої розташовувався у Франкфурті і тренером команди був Зеп Хербергер. З визнанням ФІФА та УЄФА саме ця збірна стала правонаступницею довоєнної німецької команди. Першим з ким зіграла команда ФРН були сусіди - швейцарці, протягом 1951 року такими командами стали лише збірні Туреччини та Ірландії. Після проведених 18 післявоєнних ігор команда Німеччини вийшла на ЧС 1954.

#### Саар
Саар, знаходився під контролем Франції з 1947 до 1956. Саар не хотів брати участі у французькій організації футболу, а до участі у DFB його не допускали, тому на цій території була створена своя команда. Вона представляла Саар на Олімпіаді 52 у Хельсінкі та брала участь у кваліфікації до ЧС 1954. Тренер - легенда Гельмут Шон впродовж 1952 – 1957 тренував цю команду, а після об'єднання з ФРН став тренером німецької команди.

#### Східна Німеччина (НДР)
У 1949 році в зоні окупації СРСР, була утворена комуністична Німецька Демократична Республіка, яка охопила східну частину країни. У 1952 році була утворена футбольна федерація (DFV) і розпочала своє існування збірна НДР. Ця команда стала єдиною, хто переміг майбутніх чемпіонів світу 1974 - команду ФРН, на їхньому домашньому ЧС. Після повалення Берлінської стіни у 1989 і об'єднання Німеччини у 1990, східна частина увійшла у склад DFB.

### Das Wunder von Bern(Чудо Берна)
Західна Німеччина, на чолі з капітаном Фріцом Вальтером, у фінальній частині ЧС 1954 зустрілась з командами Туреччини, Югославії і Австрії. Коли ж німці мали зустрітись з фаворитами чемпіонату - угорцями Зепп Хербергер не виставив у складі своїх найкращих гравців, і команда поступилася 3 : 8. Німці з угорцями на тому чемпіонаті зустрілись ще раз - у фіналі, на той момент угорці не програвали у 32 зустрічах. Шоковий початок для німців - два пропущені м'ячі на 6 і 8 хвилинах не зламали команду і на 10 і 18 вони відквитали два голи. Перемогу ж команді приніс на 84 хвилині Хельмут Ран. Несподівана перемога ввела в ейфорію післявоєнну Німеччину. Ця перемога відіграла значну роль у формування післявоєнної Німеччини, саме з цією перемогою німці, вперше за довгі роки, змогли знову відчути гордість за свою країну та відчуття єдності.

### Гол на Вемблі та Гра століття
Після четвертого місця на ЧС 58 і лише чвертьфіналу на ЧС 62, федерація (DFB) провела зміни. Так в країні запровадили поняття професійний футбол, і найкращі німецькі команди почали виступати у Бундеслізі. У 1964 році збірну очолив Гельмут Шон. На ЧС 66, німці у півфіналі перемогли СРСР і у фіналі зустрілись з господарями — англійцями на Вемблі. Гол Вебера на останній хвилині основного часу зробив рахунок 2:2 і перевів гру у додатковий час. Перший гол екстра-тайму, який забив Джефф Герст, до тепер залишається спірним. Швейцарський арбітр не бачив повністю моменту, а радянський боковий арбітр Тофік Бахрамов був впевнений, що м'яч відлетів від сітки воріт, а не від перекладини, і зарахував гол. Проте остаточний рахунок у грі 4 : 2 встановив все той же Герст, таким чином команда ФРН стала другою.
Збірна Німеччини здобула реванш у англійців вже на наступному чемпіонаті, обігравши їх у чвертьфіналі 3:2. У півфіналі Німеччина зустрілася з командою Італії на стадіоні Ацтека. Основний час гри завершився внічию 1:1. Франц Беккенбауер отримав вивих плеча, проте продовжував гру, оскільки у команди не залишилось замін. В додатковий час команди забили 5 голів і з рахунком 4:3 перемогла Італія. Цей матч став найдраматичнішим в історії чемпіонатів світу і отримав назву 'матч століття'. В матчі за третє місце німці обіграли Уругвай 1:0, а Ґерд Мюллер став найкращим бомбардиром з 10 голами.

### Перемога на рідній землі

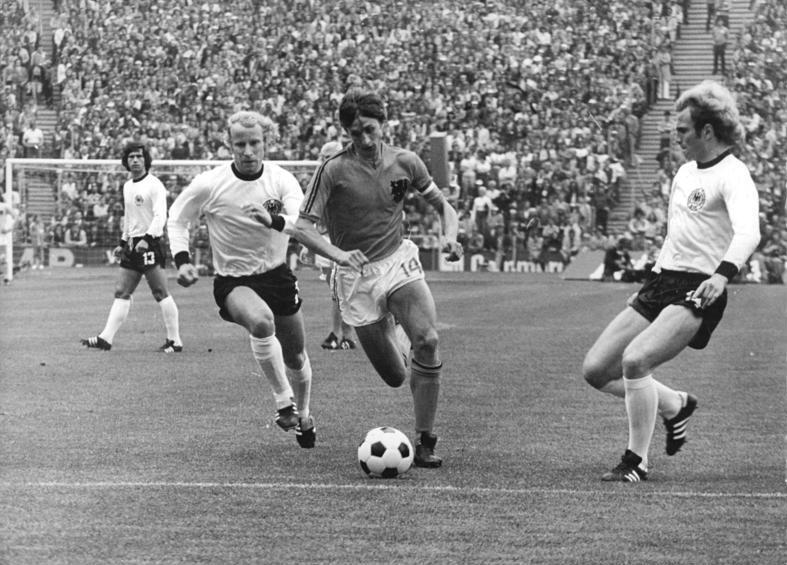
Фінал чемпіонату світу 1974 (7 липня 1974) Мюнхен (Олімпіяштадіон).

У 1971 році Беккенбауер став капітаном команди і привів команду до «золотого дубля». 1972 року збірна ФРН стала чемпіоном Європи з футболу. В відбірковому турі німці виграли у Польщі, Туреччини та Албанії. 29 квітня 1972 «бундестім» в Лондоні обіграла англійців 3:1 завдяки голам Улі Хенесса, Гюнтера Нетцера та Герда Мюллера. У матчі-відповіді в Берліні була зафіксована нульова нічия. У півфіналі з рахунком 2:1 були переможені бельгійці, а у фіналі німці зустрілися зі збірною СРСР і, забивши три м'ячі (дубль Герда Мюллера і гол Херберта Віммера), завоювали кубок Європи.
1974 року збірна Німеччини здобула перемогу і на домашньому чемпіонаті світу: спочатку на груповому етапі ФРН виграла у Чилі 1: 0 і у Австралії 3:0. Потім 22 червня, перший та останній раз в офіційній зустрічі, команда ФРН зіткнулася з командою НДР і східні німці завдали несподіваної поразки західним сусідам завдяки голу Юргена Шпарвассера, що дозволило НДР вийти з групи з першого місця. У другому раунді ФРН обійшла Польщу, Швецію та Югославію. В фінальному поєдинку голландці відкрили рахунок вже на другій хвилині завдяки Йохану Нескенсу, але на 25-й хвилині Пауль Брайтнер з пенальті зрівняв рахунок, а на 43-й хвилині Герд Мюллер поставив крапку в матчі. Збірна ФРН, вигравши чемпіонат Європи 1972 і чемпіонат світу 1974 років, вперше в історії оформила «золотий дубль» на рівні збірних: з європейських команд подібне зуміли зробити французи в 1998 і 2000 роках, а також іспанці в 2008 і 2010 роках, захистивши титул чемпіонів Європи 2012 року.

### Пізні 70 - ранні 80
Команда не зуміла захистити своїх титулів. Спочатку на Євро 76 у фіналі німці поступилися Чехословаччині по пенальті 3:5 (основний час 2:2). На світовій першості 78 команда вилетіла на другому етапі. Шон покинув тренерський пост, а йому на зміну прийшов Юпп Дерваль.
Перший ж турнір для нового тренера виявився вдалим – німці вдруге стали чемпіонами Європи. У фіналі Євро 80 вони перемогли Бельгію 2:1. На ЧС 82 команда знову була у фіналі, де програла італійцям 1:3. В цей час в команді виступав один з найкращих голеадорів всіх часів - Ґерд Мюллер, котрий забив 14 голів на двох ЧС (1970 і 1974). Його 10 голів у 1970 році стали третім результатом в історії чемпіонатів світу після француза Жуста Фонтена (13 голів на ЧС 1958) і угорця Шандора Кочиша (11 голів на ЧС 1954). Рекорд Мюллера по загальній кількості голів зумів повторити аж у 2006 році бразилець Роналду, проте він брав участь у трьох ЧС (1998, 2002, 2006), а перевершив легендарне досягнення співвітчизник – Мірослав Клозе на ЧС 2002, 2006, 2010 і 2014 забив 16 м'ячів.

### Тріумф Беккенбауера-тренера

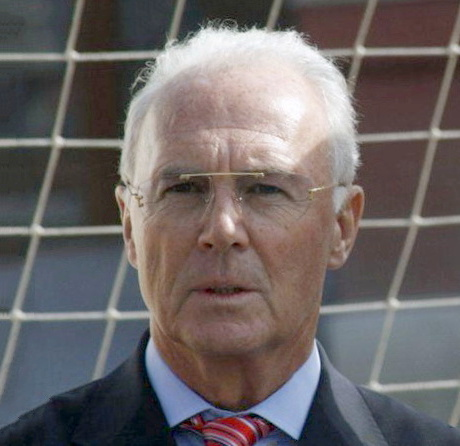
Франц Беккенбауер

Після Євро 1984, Франц Беккенбауер повернувся в збірну вже як тренер. На ЧС 86, команда стала другою, програвши у фіналі Аргентині 2:3. На домашньому Євро 88 команда не змогла здобути перемоги, її зупинила у півфіналі майбутній чемпіон – Голландія. 
ЧС 90 став для Німеччини тріумфальним втретє. На чолі з капітаном Лотаром Маттеусом, на шляху до фіналу німці перемогли Югославію (4:1), ОАЕ (5:1), Голландію (2:1), Чехословаччину (1:0), Англію (1:1, 4:3 по пенальті). У фіналі, завдяки голу Андреаса Бреме з доволі сумнівного пенальті на 85 хвилині, Німеччина перемогла 1:0 команду Аргентини. Беккенбауер, завдяки цій перемозі, став другою в історії людиною, після бразильця Маріо Загало, котра змогла виграти ЧС як гравець і тренер, і першим в історії капітаном і тренером збірної-переможниці.

### Возз'єднана Німеччина(1990–1998)

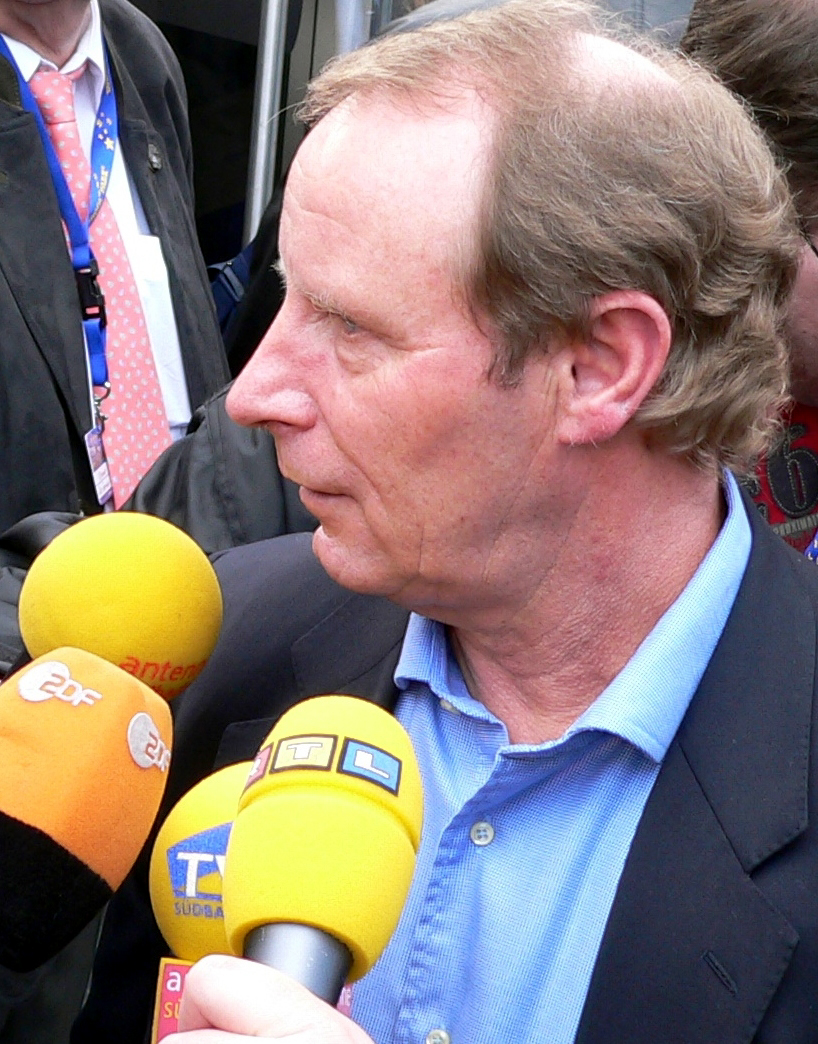
Берті Фогтс

Ідучи у відставку, після перемоги на Чемпіонаті світу 90, Франц Беккенбауер передбачав, що в разі об'єднання в одну збірну, за допомогою гравців НДР, Німеччина надовго стане найсильнішою у світі. Возз'єднання Німеччини, що відбулося в серпні, набуло чинності 3 жовтня 1990 з входом НДР у склад Німеччини. Східнонімецька федерація (DVF) увійшла в склад DFB. Перша гра возз'єднаної Німеччини на чолі з тренером Берті Фогтсом, проти Швейцарії, відбулася 19 грудня 1990 року.
На Євро 92, Німеччина дійшла до фіналу, де програла несподіваному чемпіону – Данії, з рахунком 0:2. На чемпіонаті світу 94, команда програла в чвертьфіналі болгарам 1:2. Перший свій міжнародний титул ця збірна виграла на Євро 96, ставши втретє чемпіоном Європи. У півфіналі вона переграла господарів турніру команду Англії по пенальті 6:5 (основний час 1:1), а у фінальній грі виявились сильнішими за збірну Чехії 2:1, завдяки золотому голу Олівера Біргоффа. Проте вже на наступному мундіалі 98 у Франції Німеччина вибула у чвертьфіналі, поступившись з рахунком 0:3 хорватам. Після ЧС Фогтс пішов у відставку, і його замінив Еріх Ріббек.

### Ера Кана/Баллака
На Євро 2000, німецька команда вилетіла вже у першому раунді, не змігши перемогти у жодній з трьох ігор. Ріббека різко розкритикували і він поступився місцем на тренерському містку Руді Феллеру. 

На чемпіонаті світу 2002 від німецької команди не чекали особливих успіхів, враховуючи її невдалий виступ у кваліфікації, адже команда не потрапила на ЧС напряму, а змушена була проходити плей-офф в Європейській зоні. Проте вже в першій грі команда Німеччини розтрощила Саудівську Аравію 8:0, в наступних матчах зіграла внічию 1:1 з Ірландією та перемогла Камерун 2:0. Завдяки зусиллям Олівера Кана та Міхаеля Баллака в раунді плей-офф німці почергово з рахунком 1:0 перемогли Парагвай, США, та співгосподарів турніру збірну Південної Кореї. У фіналі ж Німеччина поступилась Бразилії з рахунком 0:2. Незважаючи на це, капітан і голкіпер Олівер Кан отримав Золотий м'яч, і це перший випадок в історії Чемпіонатів світу, коли воротаря назвали найкращим гравцем турніру, окрім того Кан отримав ще і Золоті рукавички найкращого голкіпера турніру. 

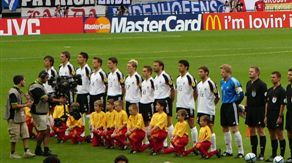
Німеччина на Євро 2004

На Євро 2004 команда не показала результату, двічі зіграла внічию (з Голландією 1:1, з Латвією 0:0) та програла чехам 1:2,  зайняла 3 місце в групі і завершила турнір. Після такого результату Феллера розкритикували і він пішов з посади тренера. Збірна почала шукати нового, вже третього за останні 6 років, керманича, хоч за попередні 75 років в команди було всього лише 6 очільників. 

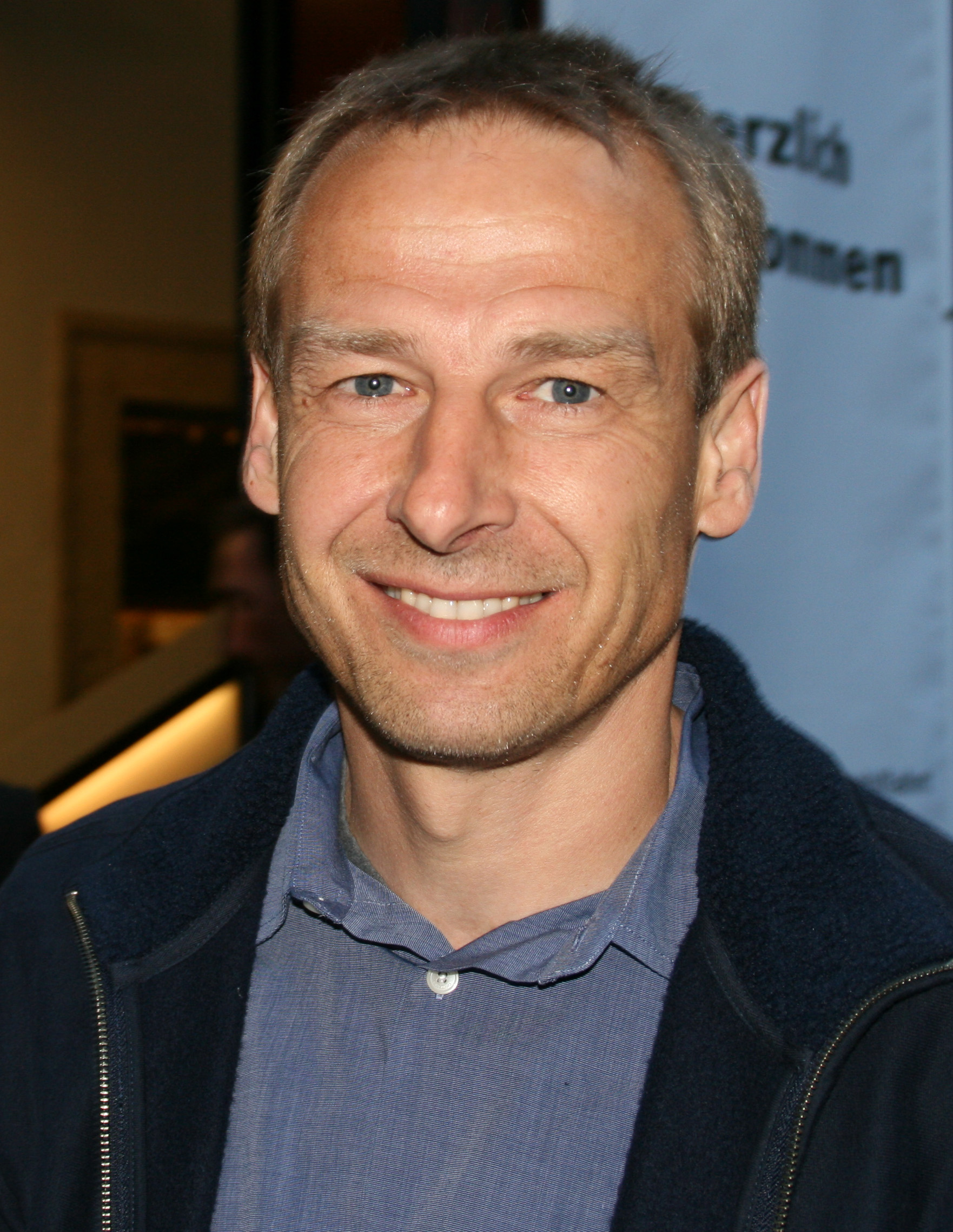
Юрген Клінсманн

Посаду тренера запропонували недавньому гравцю збірної Юргену Клінсманну, котрий до того ніколи не очолював жоден клуб, і взагалі не мав тренерської практики. Перед Клінсманном стояло нелегке завдання, адже наступним великим турніром для його команди був домашній чемпіонат світу. Зважаючи на невдалі результати команди, ніхто не очікував від господарів великих успіхів. Проте команда Клінсманна розпочала з перемоги над Коста-Рикою 4:2, далі перемогла Польщу 1:0 та Еквадор 3:0. В підсумку команда фінішувала першою в групі. В 1/8 фіналу Німеччина пройшла Швецію (2:0), а в чвертьфіналі Аргентину (основний час 1:1, по пенальті 4:2). Потроху всі почали вірити в те, що манншафт зможе дістатися до фіналу у Берліні, проте на цьому шляху стали два голи команди Італії в екстра таймі півфінального поєдинку. Таким чином, німцям довелось задовольнитися третім місцем на турнірі, яке вони вибороли у португальців, перемігши їх у малому фіналі 3:1. Та це були не єдині нагороди для німців — Мірослав Клозе отримав Золотий м'яч, Лукас Подольскі став найкращим молодим гравцем, чотири гравці команди (Йенс Леманн, Філіпп Лам, Міхаель Баллак та Мірослав Клозе) увійшли в склад символічної збірної турніру. По завершенні турніру, понад 500,000 людей зустрічали свою команду, як героїв, біля Бранденбурзьких воріт в Берліні.

### Ера Йоахіма Лева

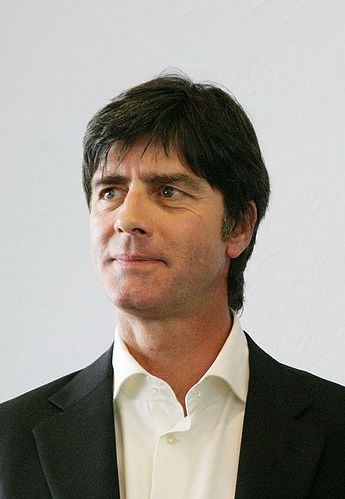
Йоахім Лев

На відбір до Євро 2008 команду повів новий наставник, колишній помічник Клінсманна, Йоахім Лев. Лев не мав такої ж харизми як його попередник, проте у нього була репутація розумного та здібного тактика. Він швидко почав залучати нових юних гравців у збірну. Свою відбірну групу команда Німеччини упевнено виграла, при цьому здобула найбільшу виїзну перемогу в історії – над командою Сан-Марино 13:0 
На Євро команда потрапила у Групу B, де зайняла друге місце. В чвертьфіналі німці перемогли команду Португалії 3:2. В матчі 1/2 фіналу обіграли Туреччину. У фіналі команда Лева зустрілась з Іспанією, іспанці протягом всього матчу контролювали гру і завдяки єдиному голу Фернандо Торреса на 33 хвилині перемогли. На Чемпіонат світу з футболу 2010, команда без проблем кваліфікувалась з першого місця у групі. На турнірі команда Лева розгромила Австралію 4:0, потім поступилась сербам 0:1, та в останній грі перемогла збірну Гани 1:0 і зайняла 1 місце в групі. В 1/8 Німеччина розтрощила Англію 4:1 (найбільша в історії поразка англійців на чемпіонатах світу). В 1/4 в такому ж прекрасному стилі була переграна команда Аргентини – 4:0. У півфіналі, 7 липня німців зупинила збірна Іспанії – 0:1. В матчі за третє місце підопічні Лева виявилися сильнішими за Уругвай 3:2. Шлях на Євро 2012 команда подолала у прекрасному стилі – 10 перемог в 10 матчах. В основному турнірі Німеччина потрапила у групу В разом з Португалією, Голландією та Данією. Свою ходу на Євро німці розпочали  на Арені Львів з перемоги над Португалією 1:0, далі були переможені Голландія і Данія (з однаковим рахунком 2:1). В 1/4 німці без проблем обіграли греків 4:2. Проте в півфіналі, в прекрасному стилі, команду Лева зупинила Італія 2:1. На ЧС 2014 Німеччина кваліфікувалась з першого місця у групі C. На самому мундіалі, бундестім стартував з розгрому збірної Португалії 4:0, далі була нічия з Ганою 2:2 та перемога над США 1:0, таким чином команда зайняла перше місце в групі. В 1/8 фіналу була перемога над Алжиром 2:1, а в чвертьфіналі над Францією 1:0. Матч 1/2 фіналу став справжньою "бомбою" турніру, команда Лева розтрощила господарів чемпіонату, збірну Бразилії, 7-1, і при цьому встановила декілька нових рекордів чемпіонатів світу. 13 липня 2014 року команда Німеччини оформила свій 4 титул Чемпіонів Світу, обігравши у фіналі збірну Аргентини 1:0, завдяки голу Маріо Гетце у другому додатковому таймі. Цей титул став першим для об'єднаної держави на чемпіонатах світу та другим міжнародним титулом (після Євро-1996).
На десятому Кубку конфедерацій, що проходив влітку 2017 в Росії, омолоджена збірна Німеччини без проблем здобула свій перший Кубок конфедерацій. Здобувши перемогу в чотирьох матчах, одна нічия з чилійцями 1:1, при загальній різниці м'ячів 12:5. До того ж одразу три гравці забили по три голи це Тімо Вернер, Леон Горецка і Ларс Штіндль, а капітан збірної Юліан Дракслер отримав Золотий м'яч, як найкращий гравець турніру.
Чемпіонат світу 2018 став найгіршим в історії збірної за час виступів на чемпіонатах, збірна посіла підсумкове двадцять друге місце. Наступний чемпіонат світу в Катарі завершився для збірної теж невдачним виступом. Команда під керуванням Хансі-Фліка потрапила в группу з Іспанією, Японією і Коста-Рикою. Перший матч проти Японії завершився неочікуванною поразкою (1:2), після цього була здобута нічия з Іспанією (1:1), в останньому турі треба було перемагати Коста-Рику, з цією задачею підопічні Хансі Фліка справилися (4:2), а от в паралельному матчі іспанці поступилися японцям, через цей результат збірна Німеччини вдругий раз поспіль завершила ЧС на стадії групового етапу. 

## Гравці

### Поточний склад
Наступні 26 гравців були оголошені у списку збірної для участі у Євро-2024.
Матчі та голи наведені станом на 17 травня 2024 року.
| №  | Поз. | Гравець                  | Дата народження (вік)          | Ігри | Голи | Клуб                          |
| -- | ---- | ------------------------ | ------------------------------ | ---- | ---- | ----------------------------- |
| 1  | ВР   | Мануель Ноєр             | 27 березня 1986 (вік 38 років) | 119  | 0    | Баварія (Мюнхен)              |
| 2  | ЗХ   | Антоніо Рюдігер          | 3 березня 1993 (вік 31 рік)    | 69   | 3    | Реал Мадрид                   |
| 3  | ЗХ   | Давід Раум               | 22 квітня 1998 (вік 26 років)  | 21   | 0    | РБ Лейпциг                    |
| 4  | ЗХ   | Йонатан Та               | 11 лютого 1996 (вік 28 років)  | 25   | 0    | Баєр 04                       |
| 5  | ПЗ   | Паскаль Грос             | 15 червня 1991 (вік 32 роки)   | 7    | 1    | Брайтон енд Гоув Альбіон      |
| 6  | ЗХ   | Йозуа Кімміх             | 8 лютого 1995 (вік 29 років)   | 86   | 6    | Баварія (Мюнхен)              |
| 7  | НП   | Кай Гаверц               | 11 червня 1999 (вік 25 років)  | 46   | 16   | Арсенал (Лондон)              |
| 8  | ПЗ   | Тоні Кроос               | 4 січня 1990 (вік 34 роки)     | 109  | 17   | Реал Мадрид                   |
| 9  | НП   | Ніклас Фюллькруг         | 9 лютого 1993 (вік 31 рік)     | 16   | 11   | Боруссія (Дортмунд)           |
| 10 | ПЗ   | Джамал Мусіала           | 26 лютого 2003 (вік 21 рік)    | 29   | 2    | Баварія (Мюнхен)              |
| 11 | ПЗ   | Кріс Фюріх               | 9 січня 1998 (вік 26 років)    | 4    | 0    | Штутгарт                      |
| 12 | ВР   | Олівер Бауманн           | 2 червня 1990 (вік 34 роки)    | 0    | 0    | Гоффенгайм 1899               |
| 13 | НП   | Томас Мюллер             | 13 вересня 1989 (вік 34 роки)  | 129  | 45   | Баварія (Мюнхен)              |
| 14 | НП   | Максіміліан Беєр         | 17 жовтня 2002 (вік 21 рік)    | 1    | 0    | Гоффенгайм 1899               |
| 15 | ЗХ   | Ніко Шлоттербек          | 1 грудня 1999 (вік 24 роки)    | 12   | 0    | Боруссія (Дортмунд)           |
| 16 | ЗХ   | Вальдемар Антон          | 20 липня 1996 (вік 27 років)   | 2    | 0    | Штутгарт                      |
| 17 | ПЗ   | Флоріан Віртц            | 3 травня 2003 (вік 21 рік)     | 18   | 1    | Баєр 04                       |
| 18 | ЗХ   | Максіміліан Міттельштадт | 18 березня 1997 (вік 27 років) | 4    | 1    | Штутгарт                      |
| 19 | ПЗ   | Лерой Зане               | 11 січня 1996 (вік 28 років)   | 60   | 13   | Баварія (Мюнхен)              |
| 20 | ЗХ   | Беньямін Генрікс         | 23 лютого 1997 (вік 27 років)  | 15   | 0    | РБ Лейпциг                    |
| 21 | ПЗ   | Ілкай Гюндоган (капітан) | 24 жовтня 1990 (вік 33 роки)   | 77   | 18   | Барселона                     |
| 22 | ВР   | Марк-Андре тер Стеген    | 30 квітня 1992 (вік 32 роки)   | 40   | 0    | Барселона                     |
| 23 | ПЗ   | Роберт Андріх            | 22 вересня 1994 (вік 29 років) | 5    | 0    | Баєр 04                       |
| 24 | ЗХ   | Робін Кох                | 17 липня 1996 (вік 27 років)   | 9    | 0    | Айнтрахт (Франкфурт-на-Майні) |
| 25 | ПЗ   | Александар Павлович      | 3 травня 2004 (вік 20 років)   | 1    | 0    | Баварія (Мюнхен)              |
| 26 | НП   | Деніз Ундав              | 19 липня 1996 (вік 27 років)   | 2    | 0    | Штутгарт                      |

## Виступи на міжнародних турнірах

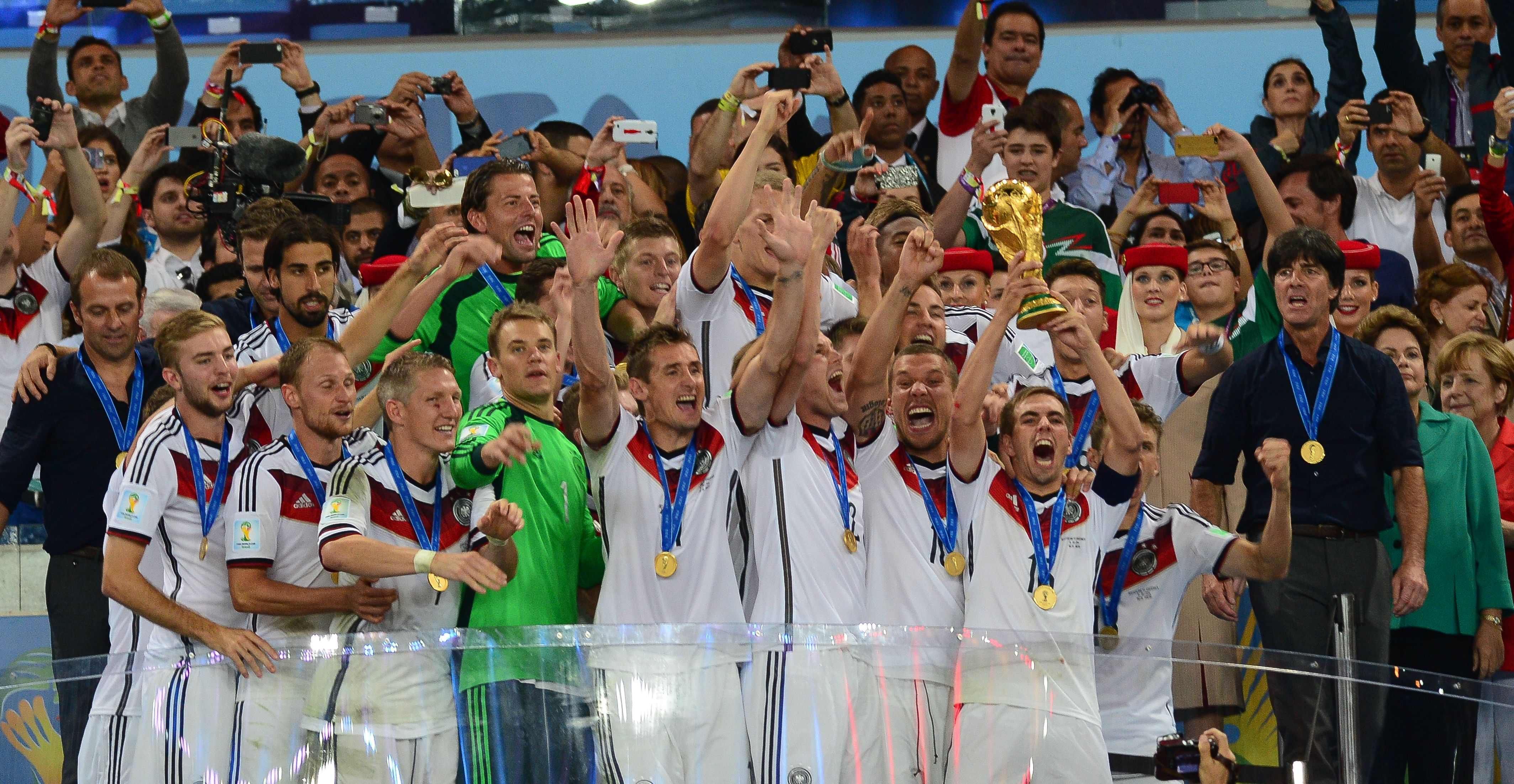
Збірна Німеччини - чотириразовий Чемпіон Світу. Бразилія, 2014 рік

Господарі       Переможці       Фіналісти       Третє місце       Четверте місце  

### Чемпіонати світу
| Чемпіонати світу з футболу | Чемпіонати світу з футболу | Чемпіонати світу з футболу | Чемпіонати світу з футболу | Чемпіонати світу з футболу | Чемпіонати світу з футболу | Чемпіонати світу з футболу | Чемпіонати світу з футболу | Чемпіонати світу з футболу |
| Рік                        | Раунд                      | Місце                      | І                          | В                          | Н                          | П                          | М+                         | М-                         |
| -------------------------- | -------------------------- | -------------------------- | -------------------------- | -------------------------- | -------------------------- | -------------------------- | -------------------------- | -------------------------- |
| 1930                       | не брала участі            | не брала участі            | не брала участі            | не брала участі            | не брала участі            | не брала участі            | не брала участі            | не брала участі            |
| 1934                       | третє місце                | 3                          | 4                          | 3                          | 0                          | 1                          | 11                         | 8                          |
| 1938                       | груповий турнір            | 10                         | 2                          | 0                          | 1                          | 1                          | 3                          | 5                          |
| 1950                       | не брала участі            | не брала участі            | не брала участі            | не брала участі            | не брала участі            | не брала участі            | не брала участі            | не брала участі            |
| 1954                       | чемпіон                    | 1                          | 6                          | 5                          | 0                          | 1                          | 25                         | 14                         |
| 1958                       | четверте місце             | 4                          | 6                          | 2                          | 2                          | 2                          | 12                         | 14                         |
| 1962                       | чвертьфінал                | 7                          | 4                          | 2                          | 1                          | 1                          | 4                          | 2                          |
| 1966                       | фіналіст                   | 2                          | 6                          | 4                          | 1                          | 1                          | 15                         | 6                          |
| 1970                       | третє місце                | 3                          | 6                          | 5                          | 0                          | 1                          | 17                         | 10                         |
| 1974                       | чемпіон                    | 1                          | 7                          | 6                          | 0                          | 1                          | 13                         | 4                          |
| 1978                       | груповий турнір            | 6                          | 6                          | 1                          | 4                          | 1                          | 10                         | 5                          |
| 1982                       | фіналіст                   | 2                          | 7                          | 3                          | 2                          | 2                          | 12                         | 10                         |
| 1986                       | фіналіст                   | 2                          | 7                          | 3                          | 2                          | 2                          | 8                          | 7                          |
| 1990                       | чемпіон                    | 1                          | 7                          | 5                          | 2                          | 0                          | 15                         | 5                          |
| 1994                       | чвертьфінал                | 5                          | 5                          | 3                          | 1                          | 1                          | 9                          | 7                          |
| 1998                       | чвертьфінал                | 7                          | 5                          | 3                          | 1                          | 1                          | 8                          | 6                          |
| 2002                       | фіналіст                   | 2                          | 7                          | 5                          | 1                          | 1                          | 14                         | 3                          |
| 2006                       | третє місце                | 3                          | 7                          | 5                          | 1                          | 1                          | 14                         | 6                          |
| 2010                       | третє місце                | 3                          | 7                          | 5                          | 0                          | 2                          | 16                         | 5                          |
| 2014                       | чемпіон                    | 1                          | 7                          | 6                          | 1                          | 0                          | 18                         | 4                          |
| 2018                       | груповий турнір            | 22                         | 3                          | 1                          | 0                          | 2                          | 2                          | 4                          |
| 2022                       | груповий турнір            | 17                         | 3                          | 1                          | 1                          | 1                          | 6                          | 5                          |
| Усього                     | 4 титули                   | 20/22                      | 112                        | 68                         | 21                         | 22                         | 222                        | 130                        |

### Чемпіонати Європи
| Чемпіонати Європи з футболу | Чемпіонати Європи з футболу | Чемпіонати Європи з футболу | Чемпіонати Європи з футболу | Чемпіонати Європи з футболу | Чемпіонати Європи з футболу | Чемпіонати Європи з футболу | Чемпіонати Європи з футболу | Чемпіонати Європи з футболу |
| Рік                         | Раунд                       | Місце                       | І                           | В                           | Н                           | П                           | М+                          | М-                          |
| --------------------------- | --------------------------- | --------------------------- | --------------------------- | --------------------------- | --------------------------- | --------------------------- | --------------------------- | --------------------------- |
| 1960                        | не брала участі             | не брала участі             | не брала участі             | не брала участі             | не брала участі             | не брала участі             | не брала участі             | не брала участі             |
| 1964                        | не брала участі             | не брала участі             | не брала участі             | не брала участі             | не брала участі             | не брала участі             | не брала участі             | не брала участі             |
| 1968                        | не пройшла кваліфікацію     | не пройшла кваліфікацію     | не пройшла кваліфікацію     | не пройшла кваліфікацію     | не пройшла кваліфікацію     | не пройшла кваліфікацію     | не пройшла кваліфікацію     | не пройшла кваліфікацію     |
| 1972                        | чемпіон                     | 1                           | 2                           | 2                           | 0                           | 0                           | 5                           | 1                           |
| 1976                        | фінал                       | 2                           | 2                           | 1                           | 0                           | 1                           | 6                           | 4                           |
| 1980                        | чемпіон                     | 1                           | 4                           | 3                           | 1                           | 0                           | 6                           | 3                           |
| 1984                        | груповий етап               | 5                           | 3                           | 1                           | 1                           | 1                           | 2                           | 2                           |
| 1988                        | півфінал                    | 3                           | 4                           | 2                           | 1                           | 1                           | 6                           | 3                           |
| 1992                        | фінал                       | 2                           | 5                           | 2                           | 1                           | 2                           | 7                           | 8                           |
| 1996                        | чемпіон                     | 1                           | 6                           | 4                           | 2                           | 0                           | 10                          | 3                           |
| 2000                        | груповий етап               | 15                          | 3                           | 0                           | 1                           | 2                           | 1                           | 5                           |
| 2004                        | груповий етап               | 12                          | 3                           | 0                           | 2                           | 1                           | 2                           | 3                           |
| 2008                        | фінал                       | 2                           | 6                           | 4                           | 0                           | 2                           | 10                          | 7                           |
| 2012                        | півфінал                    | 3                           | 5                           | 4                           | 0                           | 1                           | 10                          | 6                           |
| 2016                        | півфінал                    | 3                           | 6                           | 3                           | 2                           | 1                           | 7                           | 3                           |
| 2020                        | 1/8 фіналу                  | 15                          | 4                           | 1                           | 1                           | 2                           | 6                           | 7                           |
| 2024                        | чвертьфінал                 |                             | 5                           | 3                           | 1                           | 1                           | 11                          | 4                           |
| Усього                      | 3 титули                    | 14/17                       | 58                          | 30                          | 13                          | 15                          | 89                          | 59                          |

### Ліга націй УЄФА
| Ліга націй УЄФА | Ліга націй УЄФА | Ліга націй УЄФА | Ліга націй УЄФА | Ліга націй УЄФА | Ліга націй УЄФА | Ліга націй УЄФА | Ліга націй УЄФА | Ліга націй УЄФА | Ліга націй УЄФА | Ліга націй УЄФА |
| Рік             | Ліга            | Група           | І               | В               | Н               | П               | М+              | М-              | П/П             | Рей             |
| --------------- | --------------- | --------------- | --------------- | --------------- | --------------- | --------------- | --------------- | --------------- | --------------- | --------------- |
| 2018—19         | A               | 1               | 4               | 0               | 2               | 2               | 3               | 7               | Same position   | 11-е            |
| 2020—21         | A               | 4               | 6               | 2               | 3               | 1               | 10              | 13              | Same position   | 8-е             |
| 2022—23         | A               | 3               | 6               | 1               | 4               | 1               | 11              | 9               | Same position   | 10-е            |
| 2024—25         | A               | 3               | 8               | 5               | 3               | 0               | 23              | 8               | ▬               | 4-е             |
| Усього          | Усього          | Усього          | 24              | 8               | 12              | 4               | 47              | 37              |                 |                 |

## Статистика

### Голи
- 1-й гол за збірну Німеччини забив франкфуртець Фріц Беккер 5 квітня 1908 в Базелі в матчі проти збірної Швейцарії (остаточний рахунок гри 3:5)
- 1000-й гол забив Гайнц Флое з Кельна в грі проти збірної Чехословаччини 17 листопада 1976
- 2000-й гол забив Томас Мюллер в ворота збірної Бразилії на 11-й хвилині матчу 1/2 фіналу Чемпіонату світу 2014 8 липня 2014 (кінцевий рахунок 7:1). Це був 891-й матч збірної Німеччини. До нього загальний рахунок забитих і пропущених м'ячів дорівнював 1999 : 1058

## Форма
Домашня
| 1908 | ЧС 1934 | ЧС 1938 | ЧС 1954 | ЧС 1970 | ЧС 1974 | ЧС 1978 | Євро 1980 і ЧС 1982 |  | Євро 1984 | ЧС 1986 |

| Євро 1988 і ЧС 1990 | Євро 1992 | ЧС 1994 | Євро 1996 | ЧС 1998 | Євро 2000 | ЧС 2002 |

| Євро 2004 | ЧС 2006 | Євро 2008 | ЧС 2010 | Євро 2012 | ЧС 2014 | Євро 2016 | Кубок конфедерацій 2017 |  | ЧС 2018 | Євро 2020 |

Виїзна
| ЧС 1954 – 1958 | ЧС 1966 – 1970 | ЧС 1974 – 1978 | Євро 1980 – ЧС 1986 | Євро 1988 – ЧС 1990 | Євро 1992 | ЧС 1994 |

| Євро 1996 | ЧС 1998 | Євро 2000 | ЧС 2002 | Євро 2004 | ЧС 2006 | Євро 2008 |

| ЧС 2010 | Євро 2012 | ЧС 2014 | Євро 2016 | ЧС 2018 |  |